# Araçarí daurat
L'araçarí daurat (Pteroglossus bailloni) és una espècie d'ocell de la família dels ramfàstids (Ramphastidae) que va ser ubicat al monotípic gènere Baillonius (Cassin, 1867). Habita la selva humida de les terres baixes de l'est del Brasil.